# Bakary Fofana
Pour les articles homonymes, voir Fofana.
Bakary Fofana, né en 1950 à Bissikrima, dans la préfecture de Dabola, est une personnalité politique guinéenne, ancien ministre des Affaires étrangères et ancien président de la commission électorale nationale indépendante.  

## Biographie
Il est né en 1950 à Bissikirima, dans la préfecture de Dabola. Après avoir passé son baccalauréat à Kindia en 1971, il part faire ses études à Paris, où il obtient une licence puis une maîtrise en Administration économique et sociale en 1978.
À la fin des années 1970, il étudie le marketing, le commerce et les relations internationales à l’université Paris VII, où il obtient un diplôme d’études approfondies (DEA).

## Parcours professionnel
Ancien ministre des Affaires étrangères de la Guinée, il a servi du 17 février 2010 au 21 décembre 2010 dans le gouvernement Doré sous le premier ministre Jean-Marie Doré.
En novembre 2012, il devient président de la Commission électorale nationale indépendante, avant d’être remplacé par maître Salif Kébé le 4 juillet 2017,.

## Activiste de la société civile
De retour en Guinée, il commence dans des organisations de la société civile s’impliquant dans les domaines des industries extractives, de l’aide au développement ou les négociations commerciales.
Dans les années 2000, Bakary Fofana est l’un des acteurs les plus importants de la société civile guinéenne et ouest-africaine. Il est notamment membre fondateur de nombre d’organisations comme le réseau African Initiative Mining and Environnement Systems (AIMES), la plateforme ouest-africaine de la société civile, le Forum social africain, la coalition guinéenne « Publiez ce que vous payez » (qui a également une antenne au Niger), ou encore le Réseau francophone sur l’aide au développement.
Il est également membre du Conseil national des organisations de la société civile guinéenne.
De 2000 à 2010, il est directeur exécutif du Centre du commerce international pour le développement et directeur des programmes de la Fondation internationale pour les systèmes électoraux en Guinée. À ce titre, il est choisi, en novembre 2012, comme président de la Commission électorale nationale indépendante (CENI), l’organe chargé d’organiser les futures élections, après un passage de deux ans dans le gouvernement de transition de Jean-Marie Doré.
Bakary Fofana est nommé ministre d’État chargé des Affaires étrangères, de l’Intégration africaine et de la Francophonie.

## Président de la CENI
En novembre 2012, alors ministre du gouvernement Doré, il prend la présidence de la Commission électorale nationale et indépendante. En 2013, lors des législatives, il est publiquement désavoué par certains des commissaires, qui dénoncent une « gestion opaque et injuste », notamment au sujet de la révision du fichier électoral effectué par l’opérateur Waymark.
Avant le scrutin, l’opposition avait surtout reproché au président de la Ceni d’être trop proche du pouvoir, et d’avoir favorisé la mise en place d’un fichier et d’un découpage électoral favorable au RPG du président Alpha Condé.
Cette accusation a d’ailleurs été reprise en 2015, à l’occasion du scrutin présidentiel, forçant le président sortant à réagir dans les colonnes de Jeune Afrique. « Bakary Fofana n’a jamais été l’un de mes proches », avait assuré le chef de l’État, réélu au premier tour. Cela n’avait cependant pas suffi à faire taire les critiques.

## Vie privée
Bakary Fofana est marié et père de sept enfants.